# .uk
.uk è il dominio di primo livello nazionale assegnato al Regno Unito.

## Domini di secondo livello
Sono disponibili i seguenti domini di secondo livello:
- .co.uk
- .org.uk
- .me.uk

Fino a giugno 2014 il dominio .uk era riservato.